# Грабе (Средишче об Драви)
Грабе (словен. Grabe) је насељено место у општини Средишче об Драви, Подравска регија, Словенија.

## Историја
До територијалне реорганизације у Словенији било је у саставу старе општине Ормож.

## Становништво
У попису становништва из 2011. године, Грабе је имало 136 становника.
| Број становника према пописима | Број становника према пописима | Број становника према пописима |
| ------------------------------ | ------------------------------ | ------------------------------ |
| 1991                           | 2002                           | 2011                           |
| 176                            | 154                            | 136                            |